# 諾伊菲爾德體育場
諾伊菲爾德體育場是一座位於瑞士伯恩的綜合體育場。體育場是FC伯恩和伯爾尼年輕人體育俱樂部青年隊的主場。體育場可容納14,000名觀眾，包括3000個座位。
伯爾尼年輕人體育俱樂部在2001/02至2004/05范可多夫體育場興建期間，以此體育場為主場。1954年歐洲田徑錦標賽於此舉行。

## 外部連結
- Stadium information （页面存档备份，存于）
- FC Bern: Stadion Neufeld （页面存档备份，存于） （德語）
- Stadion Neufeld （页面存档备份，存于） （德語）